# Purificatore d'aria

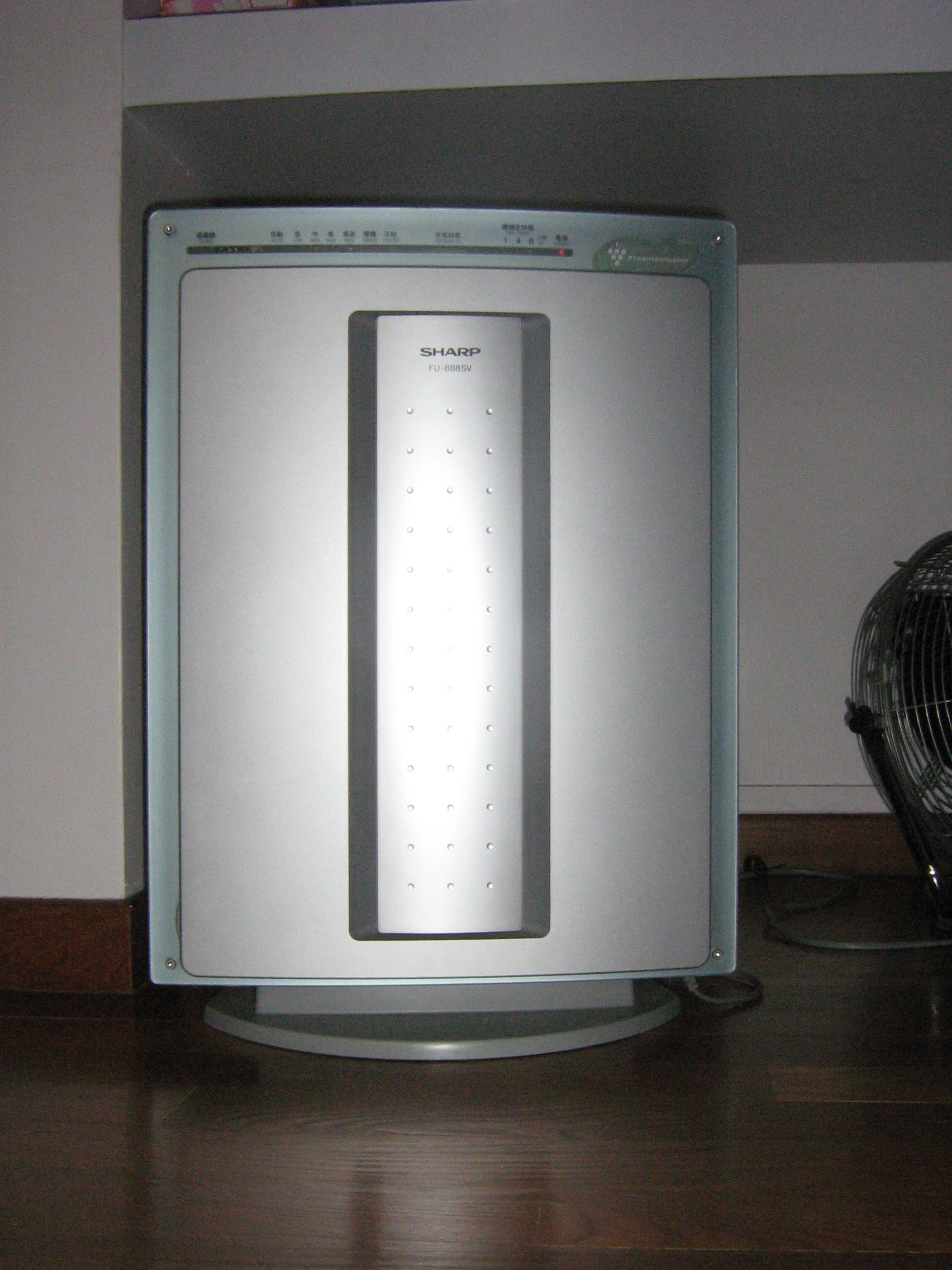
Un purificatore d'aria

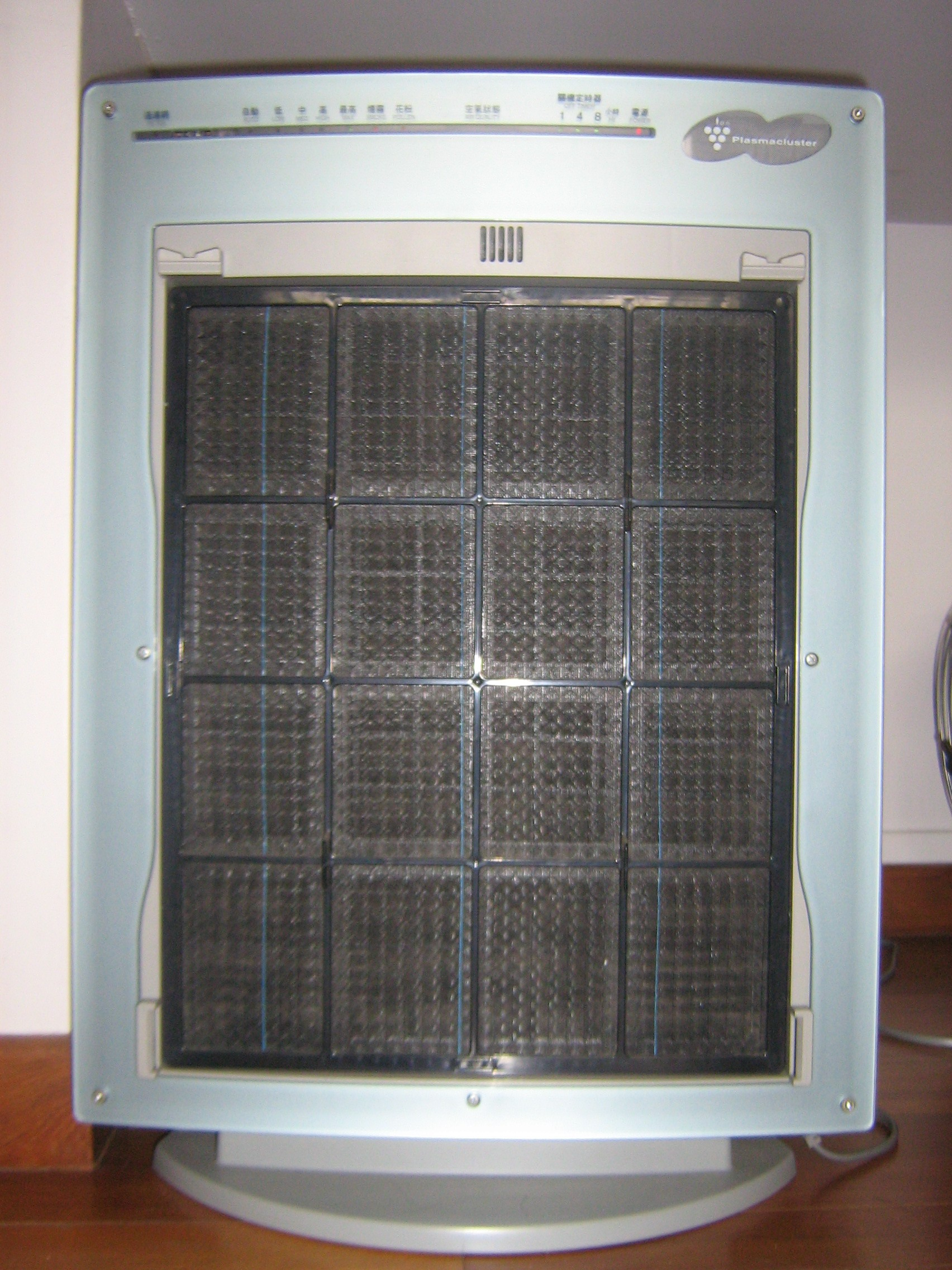
Parte interna di un purificatore d'aria

Il purificatore d'aria, chiamato anche depuratore d'aria, è un apparecchio elettrico per gli ambienti interni adatto per il filtraggio e per la pulizia dell'aria in quegli ambienti dove sono presenti cattivi odori come il fumo che possono creare problemi alla salute delle persone oppure per l'eliminazione di germi e batteri responsabili di malattie.

## Composizione e funzionamento
È composto da una ventola in grado di aspirare l'aria dell'ambiente interno facendola passare attraverso un particolare filtro dell'aria adatto, dopodiché viene purificata, pulita e infine espulsa nell'ambiente.
Questi apparecchi possono essere dotati di:
- Ionizzatore per ionizzare l’aria.
- profumi per l'ambiente.
- lampada particolare a ultravioletti (UV) per rilasciare ozono.
- lampada particolare a ultravioletti (UV) per rilasciare radicali ossidrili (OH), molecole dal potenziale ossidante superiore all'ozono ma del tutto sicuri per l'uomo e gli esseri viventi.
- lampada particolare a ultravioletti (UV) inserita in un modulo dove è presente materiale fotocatalitico, in modo da attuare il processo di fotocatalisi.
- Filtro HEPA per trattenere le polveri sottili, anche i pm10.
- Comandi digitali.
- Una particolare pianta al posto del tradizionale filtro.

Possono essere posti nelle auto, nei frigoriferi, nelle case in caso di allergie o aria inquinata quando non è possibile arieggiare con aria pulita, sale operatorie degli ospedali, bunker per prevenire contaminazioni radioattive.
Il sistema di filtraggio dell'aria inoltre può essere attivo o passivo.
Questo apparecchio infatti è in grado di ripulire e filtrare l'aria, rendendola così pulita e respirabile ed eliminando definitivamente i cattivi odori se presenti i filtri a carbone attivo.

## Manutenzione dei filtri
Uno o più filtri in dotazione presenti all'interno dell'apparecchio devono essere sostituiti periodicamente con dei nuovi dello stesso tipo in modo che l'apparecchio funzioni correttamente.